# Петър Ангелков
Петър Найдов (Найденов) Ангелков (Ангелов) е български революционер, деец на Вътрешната македоно-одринска революционна организация.

## Биография
Петър Ангелков е роден през 1882 година в битолското село Цапари, тогава в Османската империя, днес в Северна Македония. Присъединява се към ВМОРО като десетар на селската чета. По-късно пренася оръжие от Гърция за целите на Организацията от Катерино, през Воденско и оттам в Мариовско. Дългогодишен четник е на Аце Трайчев, с чиято чета участва в Илинденско-Преображенското въстание.
В началото на 1942 година е избран за секретар на настоятелството на Илинденската организация в Цапари.
На 25 февруари 1943 година, като жител на Цапари, подава молба за народна пенсия, която е одобрена и отпусната от Министерския съвет на Царство България.